# Gyöngyös bolyhosszárnyúmadár
A gyöngyös bolyhosszárnyúmadár (Sarothrura elegans) a madarak osztályának darualakúak (Gruiformes) rendjébe és a guvatfélék (Rallidae) családjába tartozó faj.

## Rendszerezése
A fajt Andrew Smith skót zoológus írta le 1839-ben, a Gallinula nembe Gallinula elegans néven.

## Alfajai
- Sarothrura elegans elegans (A. Smith, 1839)
- Sarothrura elegans reichenovi (Sharpe, 1894)

## Előfordulása
Afrikában, Angola, a Dél-afrikai Köztársaság, Elefántcsontpart, Egyenlítői-Guinea, Gabon, Guinea, Kamerun, Kenya, a Kongói Demokratikus Köztársaság, a Kongói Köztársaság, Libéria, Malawi, Mozambik, Nigéria, Ruanda, Sierra Leone, Szudán, Szváziföld, Tanzánia, Uganda, Zambia és Zimbabwe területén honos. Kóborlásai során eljut Burundiba, Etiópiába és Szomáliába is.
Természetes élőhelyei a szubtrópusi és trópusi síkvidéki és hegyi esőerdők, mocsári erdők és cserjések, mocsarak, tavak, folyók és patakok környékén, valamint ültetvények, szántóföldek, vidéki kertek és másodlagos erdők. Magassági vonuló.

## Megjelenése
Testhossza 17 centiméter, szárnyfesztávolsága 25−28 centiméter, testtömege 40−45 gramm.

## Életmódja
Gerinctelenekkel táplálkozik, de magvakat is fogyaszt.

## Szaporodása
Fészekalja 3−5 tojásból áll.

## Természetvédelmi helyzete
Az elterjedési területe rendkívül nagy, egyedszáma pedig stabil. A Természetvédelmi Világszövetség Vörös listáján nem fenyegetett fajként szerepel.